# Football Club Internazionale 1950-1951
Questa voce raccoglie le informazioni riguardanti il Football Club Internazionale nelle competizioni ufficiali della stagione 1950-1951.

## Stagione
(Analisi di Antonio Ghirelli, tratta da Storia del calcio in Italia, relativa al campionato 1950-51.)
Mentre il tecnico Aldo Olivieri succedeva a Cappelli in panchina, nell'autunno 1950 ebbe luogo la nomina a segretario del consiglio dirigenziale per Giuseppe Prisco: una sconfitta a Busto Arsizio inficiò parzialmente l'altrimenti discreto avvio del campionato, con il neoacquisto svedese Skoglund a contribuire all'affermazione nel derby meneghino svoltosi il 12 novembre 1950.
Espugnato in seguito anche il campo di Firenze — teatro dello screzio poi ricucito tra Lorenzi e Nyers per una facile occasione da gol malamente sciupata dal secondo — i milanesi concludevano in testa il girone d'andata, subendo tuttavia la carica dei concittadini che fecero loro il primato nel mese di gennaio approfittando di una disfatta maturata in terra lariana per Franzosi e soci; a Trieste l'Inter cadde nuovamente, col passivo ampliato addirittura a 5 punti una volta che la stracittadina del 25 marzo 1951 si era risolta in favore della capolista.
L'ultima occasione per riaprire il campionato si presentò a Torino in giugno, ma una formazione già demotivata non si oppose ai granata se non dopo le notizie provenienti da San Siro coi padroni di casa battuti dalla Lazio: la tardiva reazione portò solamente ad accorciare le distanze, col 2-1 finale che consegnava il titolo agli uomini di Czeizler per un margine limato a una sola lunghezza nella domenica conclusiva.
Al termine della stagione l'Inter decise di non partecipare alla prima edizione del Torneo Internazionale dei Club Campioni del 1951 giocato in Brasile nel luglio dello stesso anno.

## Organigramma societario
Area direttiva
- Presidente: Carlo Masseroni
- Consigliere: Giuseppe Prisco
- Consigliere: Amerigo Brizzolara
- Soci: Ivanoe Fraizzoli e Renata Prada

Area tecnica
- Allenatore: Aldo Olivieri
- Direttore tecnico: Giulio Cappelli (1ª-8ª)

Area sanitaria
- Massaggiatore: Bartolomeo Della Casa

## Rosa
| N. |                   | Ruolo | Calciatore          |
| -- | ----------------- | ----- | ------------------- |
|    | Italia (bandiera) | P     | Narciso Soldan      |
|    | Italia (bandiera) | P     | Angelo Franzosi     |
|    | Italia (bandiera) | P     | Livio Puccioni      |
|    | Italia (bandiera) | D     | Giovanni Giacomazzi |
|    | Italia (bandiera) | D     | Ivano Blason        |
|    | Italia (bandiera) | D     | Bruno Padulazzi     |
|    | Italia (bandiera) | D     | Renato Miglioli     |
|    | Italia (bandiera) | D     | Attilio Giovannini  |
|    | Italia (bandiera) | D     | Angelo Ruffinoni    |
|    | Svezia (bandiera) | C     | Lennart Skoglund    |

| N. |                        | Ruolo | Calciatore      |
| -- | ---------------------- | ----- | --------------- |
|    | Paesi Bassi (bandiera) | C     | Faas Wilkes     |
|    | Italia (bandiera)      | C     | Osvaldo Fattori |
|    | Italia (bandiera)      | C     | Camillo Achilli |
|    | Italia (bandiera)      | C     | Enzo Bearzot    |
|    | Italia (bandiera)      | C     | Piero Pozzi     |
|    | Italia (bandiera)      | C     | Licio Rossetti  |
|    | Italia (bandiera)      | A     | Benito Lorenzi  |
|    | Italia (bandiera)      | A     | Gino Armano     |
|    | Ungheria (bandiera)    | A     | István Nyers    |
|    | Italia (bandiera)      | A     | Nereo Manzardo  |

## Risultati

### Serie A

#### Girone di andata
| Arbitro: | Galeati (Bologna) |

|                                        |           |                            |
| Puccinelli 72’, 87’ Sentimenti III 81’ | Marcatori | 14’ Nyers 28’, 41’ Lorenzi |

| Arbitro: | Longagnani (Modena) |

|                                          |           |                        |
| Wilkes 17’ Lorenzi 38’, 86’ Miglioli 79’ | Marcatori | 29’ Lipizer 33’ Meroni |

| Arbitro: | Orlandini (Roma) |

|                |           |                                     |
| Curti 31’, 65’ | Marcatori | 43’ Wilkes 62’ Lorenzi 69’ Miglioli |

| Arbitro: | Dattilo (Roma) |

|                       |           |  |
| Lorenzi 25’ Nyers 32’ | Marcatori |  |

| Arbitro: | Liverani (Torino) |

|                                         |           |                               |
| Rossetti 1’ Lorenzi 10’, 73’ Wilkes 20’ | Marcatori | 35’, 80’ Bacchetti 37’ Masoni |

| Arbitro: | Bellè (Venezia) |

|                        |           |  |
| Martini 19’ Vinyei 55’ | Marcatori |  |

| Arbitro: | Gamba (Napoli) |

|                                              |           |  |
| Nyers 1’, 69’, 77’ Wilkes 9’, 81’ Armano 85’ | Marcatori |  |

| Arbitro: | Massai (Pisa) |

|              |           |                              |
| Sørensen 33’ | Marcatori | 17’ Miglioli 72’, 79’ Wilkes |

| Arbitro: | Cartei (Firenze) |

|                                             |           |                |
| Armano 55’ Wilkes 62’, 82’, 88’ Lorenzi 66’ | Marcatori | 15’ Sabbatella |

| Arbitro: | Galeati (Bologna) |

|                  |           |                            |
| Nordahl 64’, 76’ | Marcatori | 4’ Nyers 28’, 83’ Skoglund |

| Arbitro: | Rigato (Mestre) |

|                                    |           |           |
| Lorenzi 3’ Wilkes 70’ Skoglund 75’ | Marcatori | 38’ Şükrü |

| Arbitro: | Orlandini (Roma) |

|            |           |                     |
| Vitali 71’ | Marcatori | 2’ Wilkes 75’ Nyers |

| Arbitro: | Bellè (Venezia) |

|                           |           |  |
| Nyers 31’, 72’ Wilkes 42’ | Marcatori |  |

| Arbitro: | Dattilo (Roma) |

|                                     |           |                           |
| Sørensen 44’, 85’ Blason 61’ (aut.) | Marcatori | 17’, 66’ Wilkes 23’ Nyers |

| Arbitro: | Gamba (Napoli) |

|                |           |           |
| Cervellati 15’ | Marcatori | 60’ Nyers |

| Arbitro: | Rigato (Mestre) |

|                         |           |                       |
| Skoglund 16’ Armano 55’ | Marcatori | 30’ (aut.) Giovannini |

| Arbitro: | Galeati (Bologna) |

|  |           |            |
|  | Marcatori | 71’ Armano |

| Arbitro: | Bernardi (Bologna) |

|                            |           |                 |
| Nyers 18’ Lorenzi 33’, 70’ | Marcatori | 19’ Carapellese |

| Arbitro: | Bellè (Venezia) |

|                          |           |                       |
| Mellberg 51’ Nilsson 65’ | Marcatori | 15’ Armano 72’ Wilkes |

#### Girone di ritorno
| Milano 21 gennaio 1951 20ª giornata | Inter          | 0 – 0 | Lazio | Stadio San Siro\| Arbitro: \| Gamba (Napoli) \| |
| Arbitro:                            | Gamba (Napoli) |       |       |                                                 |

| Arbitro: | Orlandini (Roma) |

|                                        |           |                  |
| Pedroni 21’ Ghiandi 67’ Turconi II 71’ | Marcatori | 9’ (aut.) Travia |

| Arbitro: | Cartei (Firenze) |

|                                            |           |              |
| Nyers 25’, 32’ Lorenzi 59’, 71’ Wilkes 80’ | Marcatori | 6’ Martegani |

| Arbitro: | Massai (Pisa) |

|                  |           |             |
| Boscolo 43’, 87’ | Marcatori | 37’ Lorenzi |

| Arbitro: | Bernardi (Bologna) |

|  |           |                                |
|  | Marcatori | 50’, 87’, 89’ Nyers 77’ Wilkes |

| Arbitro: | Tassini (Verona) |

|                                                          |           |  |
| Lorenzi 17’, 75’ Rossetti 23’ Nyers 34’, 66’, 84’ (rig.) | Marcatori |  |

| Arbitro: | Massai (Pisa) |

|  |           |                    |
|  | Marcatori | 77’ (aut.) Nordahl |

| Arbitro: | Cartei (Firenze) |

|                                                                |           |               |
| Nyers 25’, 38’, 74’ (rig.) Wilkes 31’ Rossetti 50’ Lorenzi 82’ | Marcatori | 61’ Paulinich |

| Arbitro: | Gamba (Napoli) |

|  |           |                                       |
|  | Marcatori | 9’ Nyers 29’, 35’ Skoglund 78’ Armano |

| Arbitro: | Galeati (Bologna) |

|  |           |            |
|  | Marcatori | 9’ Nordahl |

| Arbitro: | Dattilo (Roma) |

|  |           |                           |
|  | Marcatori | 5’ Achilli 56’, 79’ Nyers |

| Arbitro: | Orlandini (Roma) |

|                        |           |  |
| Lorenzi 34’ Armano 73’ | Marcatori |  |

| Arbitro: | Dattilo (Roma) |

|  |           |                       |
|  | Marcatori | 67’, 82’ (rig.) Nyers |

| Arbitro: | Gemini (Roma) |

|                                  |           |            |
| Pozzi 10’ Wilkes 44’ Lorenzi 61’ | Marcatori | 44’ Hansen |

| Arbitro: | Orlandini (Roma) |

|                            |           |             |
| Nyers 5’, 88’ Miglioli 76’ | Marcatori | 55’ Tacconi |

| Arbitro: | Galeati (Bologna) |

|                                                  |           |                         |
| Mike 17’ (rig.) 72’ (rig.) Giacomazzi 43’ (aut.) | Marcatori | 8’ Lorenzi 84’ Skoglund |

| Arbitro: | Tassini (Verona) |

|                                                   |           |  |
| Wilkes 15’ Skoglund 34’, 89’ Nyers 78’ Blason 84’ | Marcatori |  |

| Arbitro: | Longagnani (Modena) |

|                      |           |           |
| Motta 19’ Pløger 46’ | Marcatori | 57’ Pozzi |

| Arbitro: | Liverani (Torino) |

|                                       |           |                   |
| Wilkes 9’, 67’ Skoglund 12’, 35’, 84’ | Marcatori | 31’, 59’ Mellberg |

## Statistiche

### Statistiche di squadra
Statistiche aggiornate al 17 giugno 1951.
| Competizione | Punti | In casa | In casa | In casa | In casa | In casa | In casa | In trasferta | In trasferta | In trasferta | In trasferta | In trasferta | In trasferta | Totale | Totale | Totale | Totale | Totale | Totale | DR |
| Competizione | Punti | G       | V       | N       | P       | Gf      | Gs      | G            | V            | N            | P            | Gf           | Gs           | G      | V      | N      | P      | Gf     | Gs     | DR |
| ------------ | ----- | ------- | ------- | ------- | ------- | ------- | ------- | ------------ | ------------ | ------------ | ------------ | ------------ | ------------ | ------ | ------ | ------ | ------ | ------ | ------ | -- |
| Serie A      | 59    | 19      | 17      | 1       | 1       | 67      | 16      | 19           | 10           | 4            | 5            | 40           | 27           | 38     | 27     | 5      | 6      | 107    | 43     | 64 |
| Totale       | -     | 19      | 17      | 1       | 1       | 67      | 16      | 19           | 10           | 4            | 5            | 40           | 27           | 38     | 27     | 5      | 6      | 107    | 43     | 64 |

### Andamento in campionato
| Giornata  | 1  | 2 | 3 | 4 | 5 | 6 | 7 | 8 | 9 | 10 | 11 | 12 | 13 | 14 | 15 | 16 | 17 | 18 | 19 | 20 | 21 | 22 | 23 | 24 | 25 | 26 | 27 | 28 | 29 | 30 | 31 | 32 | 33 | 34 | 35 | 36 | 37 | 38 |
| --------- | -- | - | - | - | - | - | - | - | - | -- | -- | -- | -- | -- | -- | -- | -- | -- | -- | -- | -- | -- | -- | -- | -- | -- | -- | -- | -- | -- | -- | -- | -- | -- | -- | -- | -- | -- |
| Luogo     | T  | C | T | C | C | T | C | T | C | T  | C  | T  | C  | T  | T  | C  | T  | C  | T  | C  | T  | C  | T  | T  | C  | T  | C  | T  | C  | T  | C  | T  | C  | C  | T  | C  | T  | C  |
| Risultato | N  | V | V | V | V | P | V | V | V | V  | V  | V  | V  | N  | N  | V  | V  | V  | N  | N  | P  | V  | P  | V  | V  | V  | V  | V  | P  | V  | V  | V  | V  | V  | P  | V  | P  | V  |
| Posizione | 10 | 4 | 4 | 3 | 3 | 4 | 3 | 2 | 2 | 1  | 1  | 1  | 1  | 1  | 1  | 1  | 1  | 1  | 1  | 1  | 2  | 2  | 3  | 2  | 2  | 2  | 2  | 2  | 2  | 2  | 2  | 2  | 2  | 2  | 2  | 2  | 2  | 2  |

Legenda:

Luogo: C = Casa; T = Trasferta. Risultato: V = Vittoria; N = Pareggio; P = Sconfitta.

### Statistiche dei giocatori
| Giocatore     | Serie A  | Serie A |
| Giocatore     | Presenze | Reti    |
| ------------- | -------- | ------- |
| C. Achilli    | 34       | 1       |
| G. Armano     | 32       | 7       |
| E. Bearzot    | 9        | 0       |
| I. Blason     | 28       | 1       |
| O. Fattori    | 2        | 0       |
| A. Franzosi   | 14       | -12     |
| G. Giacomazzi | 23       | 0       |
| A. Giovannini | 36       | 0       |
| P. Pozzi      | 14       | 2       |
| B. Lorenzi    | 37       | 21      |
| N. Manzardo   | 2        | 0       |
| I. Nyers      | 36       | 31      |
| B. Padulazzi  | 21       | 0       |
| L. Puccioni   | 3        | −4      |
| R. Miglioli   | 28       | 4       |
| L. Rossetti   | 11       | 3       |
| L. Skoglund   | 29       | 12      |
| N. Soldan     | 21       | −27     |
| F. Wilkes     | 38       | 23      |